# Зигель, Франц
Франц Зигель (нем. Franz Sigel; 18 ноября 1824[…], Зинсхайм, Великое герцогство Баден, Германский союз — 21 августа 1902[…], Нью-Йорк, Нью-Йорк) — немецкий офицер, эмигрировавший в США, который был учителем, газетчиком, политиком, а также в чине генерал-майора служил в армии Союза во время Гражданской войны в Америке (1861—1865).
Зигель родился в Зинсхайме, в великом герцогстве Баден, посещал гимназию в Брухзале. В 1843 году окончил Военную академию в Карлсруэ и поступил в чине лейтенанта в баденскую армию. Познакомился с революционерами Фридрихом Хеккером и Густавом фон Струве и примкнул к революционному движению. Был ранен на дуэли в 1847 году. В том же году вышел в отставку из баденской армии для того, чтобы начать обучение на факультете права в Гейдельбергском университете.
После организации революционного добровольческого корпуса в Мангейме, а затем и в графстве Зеекрайс (Seekreis), он вскоре стал лидером революционеров в Бадене (в чине полковника) и принял участие в Революционных событиях в Германии в 1848—1849 годах, являясь одним из немногих революционеров, имевших военный опыт. В апреле 1848 года он возглавил Sigel-Zug, завербовав более 4000 добровольцев для ведения осады города Фрайберга. Его армия была разбита 23 апреля 1848 года лучше оснащёнными и более опытными прусскими и вюртембергскими войсками.
В 1849 году он стал военным министром и главнокомандующим войсками революционного республиканского правительства Бадена. Раненый в стычке, Зигель покинул пост главнокомандующего, но продолжал участвовать в боях, помогая своему преемнику Людвику Мерославскому. После того как Пруссия подавила революцию в Бадене, Зигель бежал сначала в Швейцарию, а затем в Англию. В 1852 году он эмигрировал в Соединённые Штаты, как и многие другие немецкие революционеры.
Преподавал в Нью-Йорке в государственных публичных школах и служил в милиции штата. В 1857 году он стал профессором в Немецко-Американском институте в Сент-Луисе. В 1860 году был избран директором Государственных публичных школ в Сент-Луисе. Зигель имел влияние в обществе иммигрантов в штате Миссури. В 1861 году привлек немцев-эмигрантов к вопросам Союза и рабства. Вместе Фридрихом Хеккером (жившим в деревне в Иллинойсе недалеко от Сен-Луи), Зигель оказывал сильное влияние на эту немецкую общину, которую он затем привёл в союзную армию во время Гражданской войны.
Начав войну в звании полковника, Зигел получил от президента Авраама Линкольна в 1861 году чин бригадного генерала и командовал двумя дивизиями в качестве заместителя командующего Юго-Западной армией, а также руководил артиллерией Союза в боях против южного генерала Ван Дорна. Получив после этой победы звание дивизионного генерала, он был ранен в руку во время Второй битвы при Булл-Ране (28–30 августа 1862 г.).
Зигель был освобожден от командования в 1863 году и отправлен в Западную Вирджинию, где Грант поручил ему вторжение в долину Шенандоа с целью захвата станции Линчберг (Вирджиния), необходимой для снабжения армии южан генерала Ли. Однако Зигель был перехвачен и побежден южанином Джоном Кэбеллом Брекинриджем в сражении при Нью-Маркете (15 мая 1864 г.). Он отомстил в следующем месяце, когда он встретился с Джубалом Андерсоном Эрли в Харперс-Ферри, Западная Вирджиния, но он не смог помешать генералу Конфедерации пересечь Потомак. Из-за этой неудачи он снова был освобожден от командования и заменен Дэвидом Хантером.
После войны он стал журналистом в Балтиморе, а затем в Нью-Йорке, где и умер 21 августа 1902 года. Похоронен на кладбище Вудлон. В его память установлены конные статуи в Риверсайд-парке (Манхэттен) и в Сент-Луисе. Еще при жизни (1865 г.) его именем была названа деревня в Пенсильвании.